# Elymus farctus
Espèce
Elymus farctus, le chiendent des sables ou chiendent piquant, est une espèce herbacée de la famille des Poaceae, sous-famille des Pooideae, originaire du bassin méditerranéen, qui pousse dans des habitats littoraux.
C'est une espèce diploïde (2n = 2x = 14), proche parente du genre Triticum, qui appartient au pool génique tertiaire du blé. Elle présente des caractères intéressants sur le plan agronomique, notamment une résistance au sel, dont le gène responsable a pu être transféré dans des hybrides amphiploïdes avec le blé.  

## Description
Cette plante vivace de 20 à 60 cm de hauteur, doit son important pouvoir de colonisation à son système radiculaire avec un rhizome rampant, lequel lui assure par multiplication végétative (dissémination de fragments de ce rhizome) une régénération vigoureuse. Une augmentation de température et une diminution de l'intensité lumineuse augmentent considérablement la formation des tiges au détriment des rhizomes.
Hémicryptophyte cespiteux, il a des feuilles au limbe bleu-vert, plat ou enroulé, de 10 à 35 cm de longueur et de 2 à 6 mm de largeur.

## Synonymes
- Agropyron junceum (Chiendent à feuilles de jonc)
- Elytrigia juncea
- Thinopyrum junceum
- Triticum junceum

## Liste des sous-espèces et variétés
Selon The Plant List (10 avril 2014) :
- sous-espèce Elymus farctus subsp. bessarabicus (Savul. & Rayss) Melderis

Selon Tropicos (10 avril 2014) (Attention liste brute contenant possiblement des synonymes) :
- sous-espèce Elymus farctus subsp. bessarabicus (Săvul. & Rayss) Melderis
- sous-espèce Elymus farctus subsp. boreali-atlanticus (Simonet & Guin.) Melderis
- sous-espèce Elymus farctus subsp. farctus
- sous-espèce Elymus farctus subsp. rechingeri (Runemark) Melderis
- variété Elymus farctus var. farctus
- variété Elymus farctus var. sartorii (Boiss. & Heldr.) Melderis
- variété Elymus farctus var. striatulus (Runemark) Melderis

Selon World Register of Marine Species (10 avril 2014) :
- sous-espèce Elymus farctus boreali-atlanticus (Simonet & Guin.) Melderis